# Tafí Viejo
Tafí Viejo è una città dell'Argentina, appartenente alla provincia di Tucumán, situata a 12 km a nord-ovest del capoluogo provinciale San Miguel de Tucumán.
E'la sede di una delle principali officine meccaniche di locomotive e vagoni ferroviari in America Latina.